# بلونوگوو
بلونوگوو (به لاتین: Belonogovo) یک منطقهٔ مسکونی در روسیه است که در استان آمور واقع شده‌است.